# Нерюнгрі
Нерюнгрі або Нюорюнґґюрю (якут. Нүөрүҥгүрү, трансліт. Nüörüŋgürü, евенк. Нерунӈа, трансліт. Nerunŋa — річка харіусів) — адміністративний центр муніципального утворення Нерюнгринський улус, у складі Республіки Саха Якутія. Є міським поселенням. Населення 53,5 тис. осіб (2023). Засновано 1975 року.

## Місце розташування
Місто Нерюнгрі розташоване на річці Чульман, за 780 км по АЯМу від Якутська. Історично склалося так, що місто розвивалося за два етапи і тепер розділене на два райони, так зване «старе місто» — нині нежитлова індустріальна зона і «нове місто» — житлові квартали, розташовані ближче до АЯМу.

## Промисловість
- відкритий видобуток кам'янного вугілля, найбільші обсяги на Далекому Сході Росії.
- збагачувальна фабрика із виробництва концентрату коксівного вугілля
- ГРЕС
- ремонтно-механічний завод
- Нерюнгрінська птахофабрика (НПФ)

## Клімат
| Показник               | Січень | Лютий | Березень | Квітень | Травень | Червень | Липень | Серпень | Вересень | Жовтень | Листопад | Грудень | Рік |
| Абсолютний максимум °С | -6     | -1    | 7        | 18      | 28      | 35      | 35     | 33      | 25       | 18      | 13       | -2      | 35  |
| Середній максимум °С   | -29    | -22   | -11      | 0       | 10      | 20      | 23     | 20      | 11       | -2      | -18      | -28     | -2  |
| Середня температура °С | -35    | -30   | -18      | -6      | 4       | 12      | 16     | 13      | 4        | -8      | -24      | -33     | -9  |
| Середній мінімум °С    | -38    | -35   | -26      | -13     | -2      | 6       | 9      | 7       | 0        | -12     | -28      | -36     | -14 |
| Абсоютний мінімум      | -61    | -57   | -50      | -37     | -22     | -6      | -4     | -12     | -19      | -39     | -51      | -58     | -61 |
| Норма опадів           | 15     | 11    | 15       | 30      | 47      | 87      | 98     | 89      | 63       | 37      | 23       | 18      | 533 |
| ---------------------- | ------ | ----- | -------- | ------- | ------- | ------- | ------ | ------- | -------- | ------- | -------- | ------- | --- |